# Associazione Sportiva Cecina 1992-1993
Questa pagina raccoglie le informazioni riguardanti l'Associazione Sportiva Cecina nelle competizioni ufficiali della stagione 1992-1993.

## Rosa
| N. |                   | Ruolo | Calciatore            |
| -- | ----------------- | ----- | --------------------- |
|    | Italia (bandiera) | C     | Christian Alioto      |
|    | Italia (bandiera) | C     | Luca Aquilante        |
|    | Italia (bandiera) | A     | Federico Bianco       |
|    | Italia (bandiera) | C     | Alein Borriero        |
|    | Italia (bandiera) | C     | Andrea Chiarentini    |
|    | Italia (bandiera) | P     | Alessio Costagli      |
|    | Italia (bandiera) | D     | Giuseppe Fargione     |
|    | Italia (bandiera) | C     | Francesco Filippeschi |
|    | Italia (bandiera) | C     | Riccardo Giangio      |
|    | Italia (bandiera) | D     | Mirko Gnetti          |
|    | Italia (bandiera) | C     | Gianni Lecci          |
|    | Italia (bandiera) | D     | Michele Magliano      |

| N. |                   | Ruolo | Calciatore          |
| -- | ----------------- | ----- | ------------------- |
|    | Italia (bandiera) | A     | Marcello Malfi      |
|    | Italia (bandiera) | C     | Simone Malvolti     |
|    | Italia (bandiera) | D     | Francesco Minuti    |
|    | Italia (bandiera) | A     | Leonardo Morucci    |
|    | Italia (bandiera) | A     | Giacomo Panichi     |
|    | Italia (bandiera) | A     | Simone Pazzaglia    |
|    | Italia (bandiera) | D     | Simone Pelliccia    |
|    | Italia (bandiera) | P     | Francesco Rosellini |
|    | Italia (bandiera) | D     | Michele Sbravati    |
|    | Italia (bandiera) | A     | Manuel Simonetti    |
|    | Italia (bandiera) | P     | Patrizio Tanagli    |